# 鈴木智夫
鈴木 智夫（すずき ともお、1937年 - ）は、日本の歴史学者。元愛知学院大学教授。専門は東洋史、中国近代史（社会経済史）。博士（文学）。

## 経歴
- 1937年 - 東京に生まれる
- 1956年 - 東京教育大学文学部史学科（東洋史専攻）入学
- 1960年 - 東京教育大学文学部史学科（東洋史専攻）卒業
- - 東京都立北野高等学校教諭、東京都立九段高等学校教諭、東京都立日比谷高等学校教諭などを務める
- 1983年 - 岐阜薬科大学教授
- 1992年 - 博士（文学）（筑波大学）
- 1993年 - 愛知学院大学文学部歴史学科教授
- 2005年 - 退職

## 著作

### 単著
- 『近代中国の地主制──『租覈』の研究・訳注』（汲古書院、1977年）
- 『洋務運動の研究──一九世紀後半の中国における工業化と外交の革新についての考察』（汲古書院、1992年）
- 『近代中国と西洋国際社会』（汲古書院、2007年）
- 『癸卯旅行記訳註──銭稲孫の母の見た世界』銭単士釐撰（汲古書院、2010年）

### 共著
- 『高校世界史』（三省堂、1979年）
- 『高校世界史教師用指導書』（三省堂、1979年）

### 論文
- 「清末江浙の茶館について」（『歴史における民衆と文化──酒井忠夫先生古希記念論集』国書刊行会、1982年、所収）
- 「明清時代江浙農民の杭州進香について」（『史境』13、1986年）